# Rambrouch
Rambrouch (lussemburghese: Rammerech) è un comune del Lussemburgo occidentale. Si trova nel cantone di Redange e nel distretto di Diekirch, vicino al confine con il Belgio.
Il comune fu istituito l'11 gennaio 1979 dall'accorpamento dei comuni di Arsdorf, Bigonville, Folschette e Perlé, tutti nello stesso cantone. La legge istitutiva fu approvata il 27 luglio 1978.
Nel 2005, la città di Rambrouch, il capoluogo del comune che si trova al centro del suo territorio, aveva una popolazione di 379 abitanti. Le altre località che fanno capo al comune sono Arsdorf, Bigonville, Bilsdorf, Folschette, Holtz, Hostert, Koetschette, Perlé, Rombach, Schwiedelbrouch e Wolwelange.